# Augusto da Costa
Augusto da Costa (22. října 1920 – 1. března 2004), známý jako Augusto, byl brazilský fotbalista, který hrál jako obránce. Hrál za brazilskou fotbalovou reprezentaci. Byl kapitánem brazilského týmu na Mistrovství světa ve fotbale 1950, který po prohře s Uruguayí obsadila druhé místo.

## Úspěchy

### Vasco da Gama
- Campeonato Sul-Americano de Campeões: 1948
- Campeonato Carioca: 1945, 1947, 1949, 1950, 1952
- Torneio Octogonal Rivadavia Correa Meyer: 1953

### Brazílie
- Copa América: 1949, finále 1956
- Mistrovství světa: 1950